# 風之荘
株式会社風之荘（かぜのしょう）は、大分県大分市に本社を置く葬儀社。グループ会社である株式会社ヤクシンプラスは、大分平安閣互助会の運営を行っている。

## 沿革
- 1973年（昭和48年）5月 - 加藤葬儀社風之荘を株式会社カトウ産業が設立。
- 1998年（平成10年）5月 - 株式会社ヤクシンが経営権を取得し、後に株式会社風之荘[1]となる。

## 葬祭場
- 風之荘本館、風之荘わさだ、風之荘高尾山あけの、風之荘べっぷ、風之荘つくみ

## 関連会社
- 株式会社ヤクシンプラス[2]（大分県大分市） - 大分平安閣互助会